# Aage Friis
Aage Friis, född den 16 augusti 1870 i Korsør, död den 5 oktober 1949, var en dansk historiker.
Friis blev 1896 magister i historia och var 1891-1900 anställd vid universitetsbiblioteket. Han blev 1899 filosofie doktor på avhandlingen Andreas Peter Bernstorff og Ove Høegh-Guldberg samt 1913 professor i historia vid Köpenhamns universitet. 
Under forskningsresor i Tyskland insamlade han ett omfattande material till 1700-talets danska historia. Han utgav aktsamlingen "Bernstorff'ske papirer" (3 band, 1904-13) och grundade därpå sitt utförliga arbete Bernstorfferne og Danmark (2 band, 1903-19). 
Friis sysslade även med 1800-talets historia och utgav bland annat "D. G. Monrads deltagelse i begivenhederne 1864, en efterladt redogörelse", och (tillsammans med P. Munch) "Johanne Luise Heiberg og Andreas Frederik Krieger, en samling breve 1860-1889" (2 band, 1914-15). 
Friis, som deltog i det politiska livet på den radikala sidan och starkt intresserade sig för lösningen av Sønderjyllandsfrågan, var 1910-13 utrikesministeriets presskonsulent och utgav 1921 aktsamlingen "Det nordslesvigske spørgsmaal 1864-79", I. 
Detta kompletterades av det därpå byggda arbetet Den danske regering og Nordslesvigs genforening med Danmark, I. 1923 utkom Danmark ved krigsudbruddet 1870. Han vistades oktober-november 1918 i Berlin för överläggningar med tyska politiker i Sønderjyllandsfrågan. 
Friis utgav vidare början av en ofullbordad Bismarckbiografi Bismarck, ungdomstiden 1815-48 (1909) samt redigerade samlingsverken Verdenskulturen (8 band, 1905-12; "Världskulturen", 1907-12) och Det nittende aarhundrede (1918 ff.). Han tillhörde de ledande inom danska föreningen "Norden".